# Villarmayor (parroquia)
Villarmayor (llamada oficialmente San Pedro de Vilarmaior) es una parroquia española del municipio de Villarmayor, en la provincia de La Coruña, Galicia.

## Entidades de población
Entidades de población que forman parte de la parroquia:
- Areosa (A Areosa)
- Armada (A Armada)
- Chousa Grande (A Chousa Grande)
- Goiba (A Goiba)
- Pena da Irexa (A Pena da Eirexa)
- Reboira (A Reboira)
- Rúa (A Rúa)
- Coruxo
- Labazá
- Mide
- O Barrio
- Castro (O Castro)
- Crego (O Lugar do Crego)
- Monte (O Monte)
- Día Tres (O Tres)
- Soutocalvo
- Vilapape
- Villamundi (Vilamunde)
- A Albariña
- A Lamela
- Nogueirido
- O Regueiro
- A Tolda

## Despoblado
- Gundín

## Demografía
| Gráfica de evolución demográfica de Villarmayor entre 2000 y 2022 |
|                                                                   |
| Datos según el nomenclátor publicado por el INE.                  |